# 平成26年台風第16号
平成26年台風第16号（へいせい26ねんたいふうだい16ごう、アジア名：Fung-Wong、命名：香港、意味：山の名前 (zh) 、フィリピン名：Mario）は2014年（平成26年）9月18日に発生した台風。

## 概要

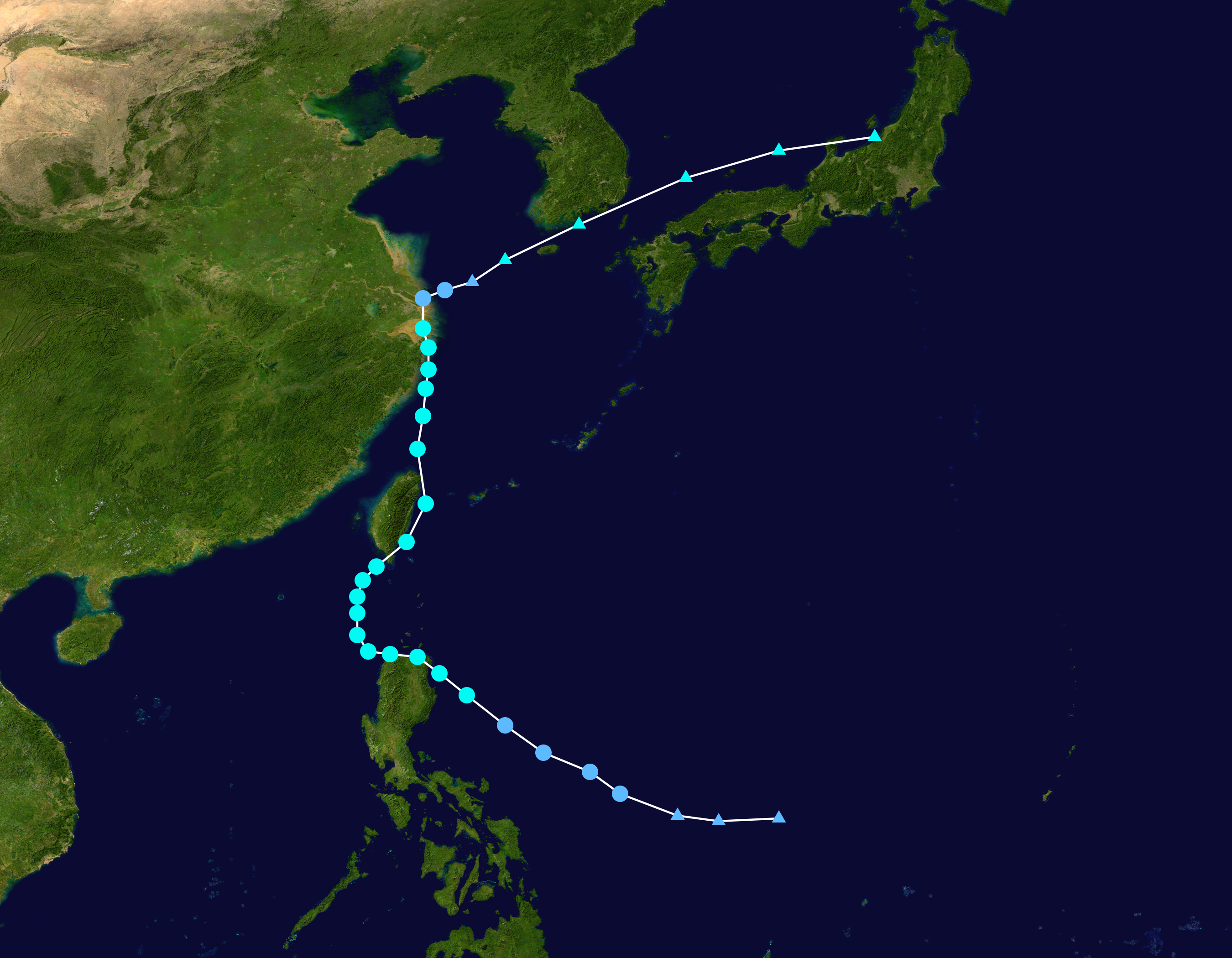
進路図

9月13日にグアムの東南で形成が始まった熱帯撹乱は西進し、16日に気象庁によって熱帯低気圧（トロピカルストーム）に成長したと報告された。17日には合同台風警報センター（JTWC）によって熱帯低気圧番号16Wを与えられ、同日フィリピンの監視領域に達したことからフィリピン大気地球物理天文局（PAGASA）によってフィリピン名マリオ（Mario）と命名。9月18日3時（協定世界時17日18時）にフィリピンの東の北緯12度20分、東経129度10分で台風となり、アジア名フォンウォン (Fung-Wong) と命名された。
台風はルソン島北部を通過したのち進路を北寄りに変えて台湾へ接近。21日午前に台湾本島の東岸を北上し、同日22時頃に本島の北の海へ抜けた。東シナ海を北上した台風は22日の20時35分頃に浙江省の寧波市象山に上陸。その後も北上を続けて23日10時45分頃に上海市奉賢区から再上陸したのち、進路を北東方向に変えて24日9時（協定世界時24日0時）に東シナ海の北緯33度・東経125度で温帯低気圧になった。

## 被害

### フィリピン
ルソン島を襲った強風と大雨により19日から20日にかけてマニラ首都圏を含む1,828の地域で水害が発生。台風の影響は190万人余におよび、イロコス地方など19ヶ所で土砂崩れ、家屋の全壊2,124棟や一部損傷8,501棟などの被害が出ており、台風が接近した20日の時点では約20万人が避難所に退避した。28日までに死者18名、負傷者16名、行方不明者4名、被害額は約34億ペソ。

### 台湾
本島南部から東部に大雨が降り、19日午前0時から21日午後5時の累積雨量は屏東県西大武山で914ミリ、台東県金峰は671ミリ、花蓮県豊南では390ミリに達した。大雨による視界不良が原因と見られる交通事故で3名が死亡。

### 中華人民共和国
台風の接近に伴って浙江省寧波市などで豪雨となって22日22時には黄色警報が発令され、同日正午の時点で25万人余が避難。中国政府の発表によれば台風は45万人余に影響した。なお、上海に台風が上陸したのは平成元年台風第12号以来25年ぶり。

### 日本
25日にかけて台風から変わった温帯低気圧と付随する前線による大雨が全国で降り、名古屋市では25日未明に地下鉄東山線の名古屋駅が冠水して一部で運行休止となった。同じく名古屋市内で、増水した河川に流され、1人死亡した。